# クリンツィ

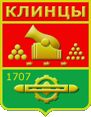
紋章

クリンツイ（クリンツィー ロシア語：Клинцы́）は、ロシア連邦ブリャンスク州西部の都市。人口は6万3059人（2021年）。ドニエプル川水系のトゥロスナ川沿いにあり、州都ブリャンスクから南西へ172kmに位置する。付近にある町は、スラージ（北へ31km）、ノヴォズィプコフ（南西へ31km）、ウネーチャ（東へ32km）。

## 歴史

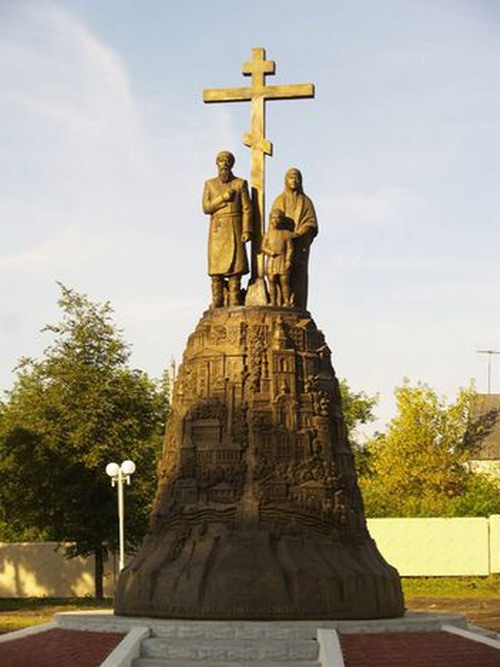
クリンツイの町の創始者たちの記念碑

クリンツイのスロボダ（町）は、1707年に中央ロシアから迫害を逃れてやってきた古儀式派の農民らにより建てられた。町の名は、クリネツという家族の名に由来する。大北方戦争の際には、小ロシアに攻め込んだスウェーデン軍に対してクリンツイの住民たちはパルチザンとして抵抗し、皇帝ピョートル1世に讃えられた。
交易や工芸の盛んなクリンツイは、スロボダからパサード（ポサド）と呼ばれる商工業都市へと発展した。1782年には公式にパサードの地位を得ている。古儀式派の出版物も盛んにクリンツイで印刷された。19世紀には繊維工業も花開いた。1907年には12,000人の人口があり、28の工場が立地した。そのほとんどは繊維工場であった。
第一次世界大戦では、ロシア革命後の1918年4月14日より中央同盟国が占領したが、同年12月13日に赤軍の攻勢により町から撤退した。
1922年にはクリンツイのパサードは正式に市となった。
第二次世界大戦（独ソ戦）では1941年9月にドイツ国防軍に占領されたが、1943年9月に赤軍ブリャンスク戦線により奪還された。18世紀からクリンツイにはユダヤ人が集まり、20世紀初頭には人口の5分の1を占めたが、武装親衛隊によりその多くが殺された。
20世紀後半には町の再建が進み、1980年代半ばには人口は72,000人を超えた。しかし、1986年のチェルノブイリ原子力発電所事故でクリンツイおよび周辺のクリンツイ地区の農村にも放射性降下物が降り注いだ。1990年代にはソビエト連邦の崩壊の影響も受け経済活動は沈滞したが、2000年代に入ってようやく回復しつつある。

## 産業と交通
クリンツイは周辺の産業の中心地であり、特に衣料の生産が盛んである。またクレーン工場など機械工業も立地している。
1887年に開通したブリャンスク＝ホメリ＝ブレスト間の鉄道が通る。またブリャンスクからポーチェプ・ウネーチャ・クリンツィ・ノヴォズィプコフを通ってズルィンカでベラルーシ国境を超えるM13幹線道路が通る。

## 姉妹都市
- キュステンディル、ブルガリア